# خانه تاریخی هوشمند
منزل تاریخی هوشمند مربوط به دوران‌های تاریخی پس از اسلام است و در مشهد، چهارراه شهدا، کوچه شهید حسین درخشانی، پلاک ۵۴ واقع شده و این اثر در تاریخ ۲۲ مرداد ۱۳۸۴ با شمارهٔ ثبت ۱۳۱۵۸ به‌عنوان یکی از آثار ملی ایران به ثبت رسیده است.
این خانه هم اکنون تخریب شده و قابل بازدید نیست